# Холляйн, Нина
Нина Холляйн (нем. Nina Hollein; род. 9 февраля 1971) — австрийская писательница, архитектор и модельер.

## Биография
Холляйн, дочь дизайнера и классического филолога, выросла в Вене и Линце. Её интерес к архитектуре и дизайну возник в раннем детстве благодаря её дядям Лауридсу Ортнеру и Манфреду Ортнеру из австрийской группы архитекторов и художников Haus-Rucker-Co. После окончания средней школы изучала архитектуру в Венском технологическом университете и получила степень магистра наук. В 1996 году она получила стипендию Федерального канцлера Австрии и переехала в Нью-Йорк. Находясь там, Нина работала в офисе Питера Айзенмана и архитектурной фирме Тода Уильямса и Билли Циена. В 2001 году она и её муж, Макс Холляйн, переехали во Франкфурт-на-Майне. Там она присоединилась к офису архитектора и градостроителя Альберта Шпеера. После рождения первого ребенка Холляйн писала книги, рецензии и эссе для детских книг. Кроме того, она работала автором для «Frankfurter Allgemeine Zeitung» и немецкого лайфстайла-журнала Prinz. В 2009 году Холляйн основала собственный бренд женской и детской одежды. За свою первую коллекцию она получила награду Франкфуртской ярмарки моды «Stilblüte».